# معماری نرم‌افزار

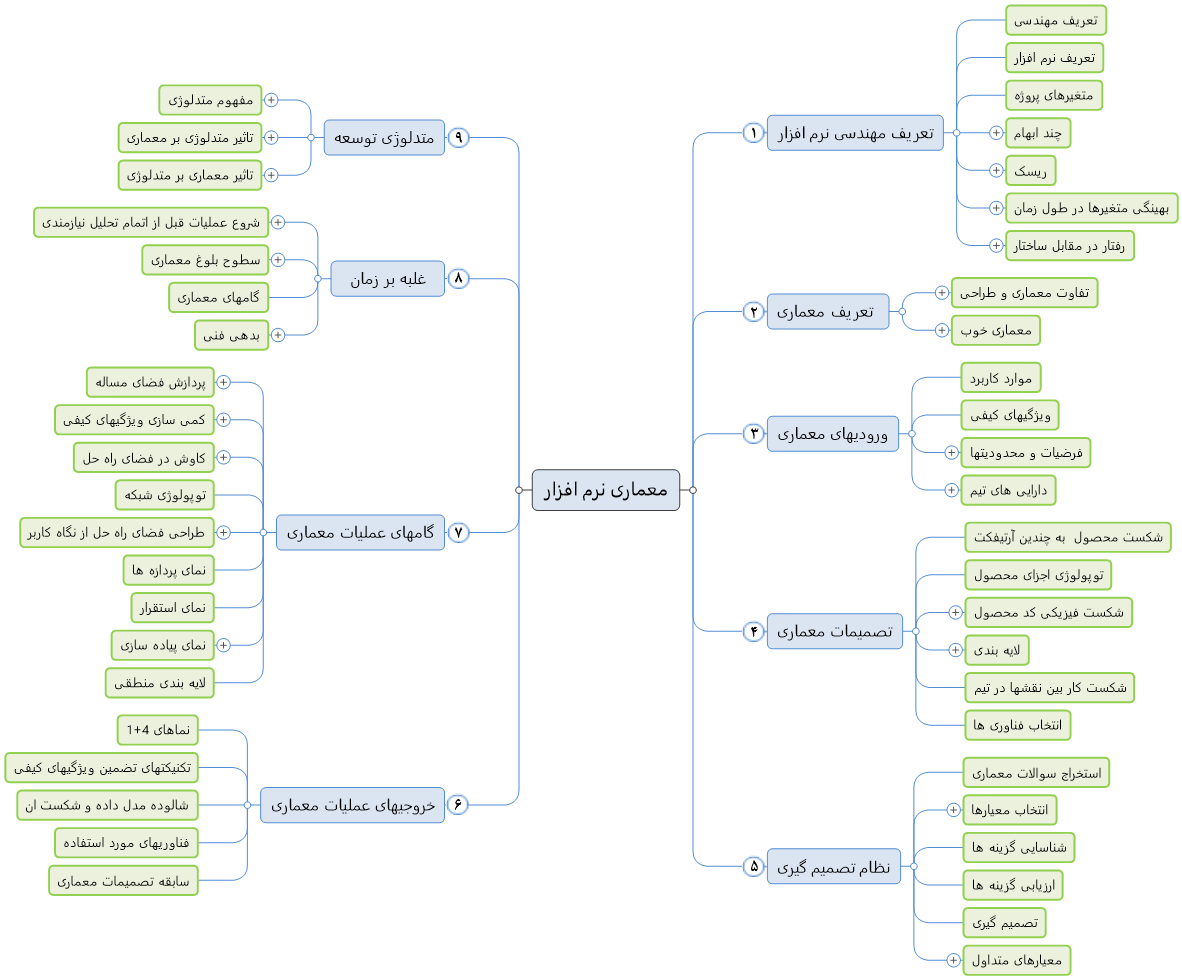
درخت مفاهیم معماری نرم‌افزار

معماری نرم‌افزار (Software Architecture) یکی از اساسی‌ترین و مهم‌ترین مراحل در فرآیند توسعه نرم‌افزار است. این حوزه به سازمان‌دهی اجزا و تعیین ساختار کلی یک سیستم نرم‌افزاری می‌پردازد و تضمین می‌کند که سیستم بتواند نیازهای عملکردی و غیرعملکردی مشخصی را برآورده کند. این ساختار کلی نه تنها تعامل اجزا را تعریف می‌کند، بلکه اهداف تجاری، نیازهای کیفی و محدودیت‌های فنی را نیز در بر می‌گیرد.
معماری نرم‌افزار از کلیدی‌ترین بخش‌های تولید نرم‌افزار مخصوصاً نوع تجاری آن است که البته در سالهای اخیر با ایجاد مدل‌های کلاسیک تولید نرم‌افزار به نرم‌افزارهای عظیم تر محدود شده است.
معماری نرم‌افزار در واقع انتخاب یک ساختار کلی برای پیاده‌سازی یک پروژه نرم‌افزاری بر مبنای مجموعه‌ای از نیازهای کاربری و تجاری یک سیستم نرم‌افزاری است تا هم بتوان کاربردهای مورد نظر را پیاده‌سازی کرد و هم بتوان کیفیت نرم‌افزار، تولید آن و نگهداری آن را نیز بهینه کرد و سرعت بخشید.
به عبارتی دیگر:
معماری نرم‌افزار یک برنامه یا سیستم محاسباتی، ساختار یا ساختارهای آن سیستم محاسباتی است که خصوصیات قابل رویت از بیرون، عناصر و ارتباطات بین آن‌ها را نشان می‌دهد.
معماری نرم‌افزار فرایند تعریف یا راه حل نرم‌افزاری ساختارمند است به شکلی که بتواند کلیه نیازمندی‌های فنی و عملیاتی مورد انتظار را، پوشش دهد.
این فرایند باید به شکلی انجام شود که معیارهای کیفی مانند بهره‌دهی، امنیت و قابلیت اطمینان و مدیریت‌پذیری، بهینه شده باشند.
فیلیپ کرچن و گریدی بوش معماری نرم‌افزار را به صورت زیر تعریف می‌نمایند:
«معماری نرم‌افزار شامل تصمیمات کلیدی راجع به ساختار یک سیستم نرم‌افزاری است که شامل انتخاب اجزای سازنده نرم‌افزار و رابطه‌های آنها است. همچنین رفتار این اجزا را به عنوان تعاملی که باهم برای ساختن یک زیر سیستم بزرگتر، انجام می‌دهند، مشخص می‌سازد. معماری نرم‌افزار همچنین، کارکردها، قابلیت استفاده، انعطاف‌پذیری، عملکرد، استفاده مجدد، قابل درک بودن، محدودیت‌های اقتصادی و فناوری، نحوه تبادل اطلاعات و جنبه‌های زیبایی سیستم نرم‌افزاری را شامل می‌شود.»

## تاریخچه معماری نرم‌افزار
معماری نرم‌افزار به عنوان یک مفهوم تخصصی از دهه 1960 میلادی آغاز شد، زمانی که سیستم‌های نرم‌افزاری به تدریج پیچیده‌تر شدند و نیاز به سازماندهی و مدیریت بهتر آن‌ها احساس شد. در این دوره، اکثر سیستم‌ها به صورت تک‌لایه‌ای یا متمرکز طراحی می‌شدند؛ به این معنا که تمامی عملکردهای سیستم در یک ساختار واحد، مانند یک سرور مرکزی، پیاده‌سازی می‌شد. این نوع معماری، ساده و قابل مدیریت بود، اما به محض افزایش حجم داده یا کاربران، ناکارآمدی آن نمایان می‌شد.
در دهه‌های 1970 و 1980، با ظهور رایانه‌های شخصی و شبکه‌های کامپیوتری، مدل‌های چندلایه (Multitier) معرفی شدند. در این نوع معماری، سیستم به لایه‌های مختلفی مانند لایه داده، لایه منطق تجاری و لایه نمایش تقسیم می‌شد. این تغییر به توسعه‌دهندگان کمک کرد تا وظایف را بهتر مدیریت کرده و سیستم‌های پیچیده‌تر را طراحی کنند.
با ورود به دهه 1990، مفهوم معماری سرویس‌گرا (SOA) شکل گرفت. این معماری با تمرکز بر قابلیت استفاده مجدد و تعامل بین اجزا، به سیستم‌ها اجازه می‌داد که سرویس‌های مختلف را به طور مستقل طراحی و پیاده‌سازی کنند. اما با پیشرفت فناوری و ظهور نیازهای جدید، این مدل نیز به محدودیت‌هایی برخورد.
در دهه 2010، معماری میکروسرویس‌ها به عنوان یک رویکرد مدرن معرفی شد. این معماری بر اساس تجزیه سیستم به سرویس‌های کوچک و مستقل کار می‌کند که هر سرویس به طور جداگانه قابل توسعه، استقرار و نگهداری است. شرکت‌هایی مانند Netflix و Amazon از این معماری برای مدیریت سیستم‌های پیچیده و مقیاس‌پذیر استفاده کردند.
تحول معماری نرم‌افزار از مدل‌های سنتی به مدل‌های مدرن، بازتاب‌دهنده تغییرات فناوری و نیازهای کسب‌وکار است و نشان می‌دهد که چگونه معماری نرم‌افزار به طور مداوم با چالش‌های جدید سازگار می‌شود.

## اهمیت معماری نرم‌افزار
معماری نرم‌افزار به دلیل نقش حیاتی خود در موفقیت یا شکست پروژه‌های نرم‌افزاری، از اهمیت ویژه‌ای برخوردار است. این حوزه:

### پایه‌ریزی کیفیت سیستم
تضمین می‌کند که معیارهای کیفی مانند امنیت، بهره‌وری، و پایداری در طول توسعه رعایت شوند.

### مدیریت پیچیدگی
با تقسیم سیستم به اجزا و ماژول‌های کوچک‌تر، مدیریت و توسعه نرم‌افزار را ساده‌تر می‌کند.

### افزایش قابلیت نگهداری و توسعه
معماری خوب، به راحتی امکان افزودن ویژگی‌ها یا اصلاح سیستم را فراهم می‌کند.

### پشتیبانی از تصمیمات راهبردی
معماری، چارچوبی برای تصمیم‌گیری در مورد فناوری‌های مورد استفاده، طراحی‌ها و الگوهای پیاده‌سازی ارائه می‌دهد.

## مؤلفه‌های معماری نرم‌افزار

### اجزا (Components):
واحدهای مستقل و قابل تفکیک که عملکردهای خاصی را در سیستم ارائه می‌دهند. مثال: ماژول‌های پردازش داده، رابط‌های کاربری.

### ارتباطات (Connectors):
مکانیزم‌هایی که اجزا را به یکدیگر متصل کرده و تبادل داده‌ها و پیام‌ها را ممکن می‌سازند. مثال: پروتکل‌های ارتباطی، APIها.

### الگوها (Patterns):
الگوهای معماری، راهکارهای تکرارپذیری برای حل مشکلات رایج طراحی ارائه می‌دهند. مثال: MVC، Microservices، Layered Architecture.

## ویژگی‌های یک معماری نرم‌افزار خوب
- انعطاف‌پذیری: قابلیت تغییر و ارتقا بدون تأثیر قابل توجه بر اجزا.
- مقیاس‌پذیری: توانایی مدیریت افزایش حجم داده یا کاربران.
- استفاده مجدد (Reuse): طراحی ماژول‌هایی که بتوانند در     پروژه‌های دیگر نیز استفاده شوند.
- قابلیت اطمینان (Reliability): عملکرد     پایدار در شرایط مختلف.
- مدیریت‌پذیری: امکان نظارت، اشکال‌زدایی و نگهداری آسان.

## فرآیند طراحی معماری نرم‌افزار

### قدم اول: درک نیازمندی‌ها
شناسایی و مستندسازی نیازهای عملکردی و غیرعملکردی.

### قدم دوم: تعریف معماری
انتخاب سبک معماری مناسب (مانند معماری سرویس‌گرا یا معماری رویدادمحور) و تعیین ساختار اجزا.

### قدم سوم: ارزیابی
ارزیابی معماری پیشنهادی با استفاده از چارچوب‌های استاندارد مانند ATAM (روش ارزیابی معماری).

### قدم چهارم: پیاده‌سازی و نگهداری
1. تطبیق معماری با تغییرات نیازمندی‌ها در طول چرخه حیات نرم‌افزار.

## سبک‌های معماری نرم‌افزار

### معماری لایه‌ای (Layered Architecture):
تقسیم سیستم به لایه‌های مختلف مانند لایه نمایش، لایه منطق تجاری و لایه داده.

### معماری میکروسرویس (Microservices):
طراحی سیستم به عنوان مجموعه‌ای از سرویس‌های کوچک، مستقل و قابل استقرار جداگانه.

### معماری رویدادمحور (Event-Driven Architecture):
تعامل اجزا با استفاده از رویدادها به جای درخواست مستقیم.

### معماری پایپ و فیلتر (Pipe and Filter Architecture):
انتقال داده‌ها از طریق یک سری از پردازش‌های متوالی.

## چالش‌های معماری نرم‌افزار

### مدیریت پیچیدگی:
پروژه‌های بزرگ نیازمند طراحی‌های پیچیده‌تر هستند که چالش‌هایی در مدیریت و نگهداری ایجاد می‌کند.

### انتخاب فناوری مناسب:
تنوع فناوری‌ها و ابزارها انتخاب مناسب‌ترین راهکار را دشوار می‌کند.

### تعادل بین نیازمندی‌های متناقض:
برخی نیازها مانند امنیت و عملکرد ممکن است با یکدیگر تناقض داشته باشند.

### هزینه‌ها و محدودیت‌ها:
طراحی و اجرای معماری خوب نیازمند منابع و زمان بیشتری است.

## ابزارها و چارچوب‌های معماری نرم‌افزار

### Enterprise Architect
ابزاری برای طراحی، تحلیل و مدل‌سازی معماری.

### Archimate
یک زبان مدل‌سازی استاندارد برای توصیف معماری.

### UML (Unified Modeling Language)
زبان استاندارد برای مستندسازی معماری.

## نتیجه‌گیری
معماری نرم‌افزار یکی از ارکان حیاتی در توسعه سیستم‌های نرم‌افزاری مدرن است. طراحی معماری مناسب می‌تواند تأثیر قابل توجهی بر موفقیت یک پروژه داشته باشد، از بهبود کیفیت نرم‌افزار تا کاهش هزینه‌های نگهداری. اگرچه چالش‌هایی در این زمینه وجود دارد، اما با استفاده از ابزارها و چارچوب‌های استاندارد و پیروی از اصول طراحی، می‌توان به نتایج مطلوب دست یافت.